# Рейнбов-Сіті (Алабама)
Рейнбов-Сіті (англ. Rainbow City) — місто (англ. city) в США, в окрузі Етова штату Алабама. Населення — 10 191 особа (2020).

## Історія
Поселення з'явилось на початку 1800-х років і стало однією з найбільш динамічно розвиваючихся областей в окрузі, де з'являлось багато нового бізнесу, промисловості, і домів, що будувалися уздовж основних магістралей. Рейнбов-Сіті (укр. Місто-Радуга) було названо на честь американського Шосе 411, що має назву «Рейнбов-Драйв», та проходить через центр міста. Існує також версія, що місто отримало назву на честь військової частини «Рейнбов» з Алабами, яке воювало в Першій світовій війні.
Рейнбов-Сіті простягається від міста Ґадсден на півночі до кордону округу на півдні та до річки Куси на сході.
Ще в 1818 році, сім'ї з Південної та Північної Кароліни і Джорджії почали мігрувати в область в районі річки Куси. Між 1818 і 1830 рр.. сюди переїхали сім'ї Едмонда Джонса, Джеймса Брауна, Джона Кота, Марка Філліпса, Джеймса Лістера, Беррі Додда, Генрі Б. Бойда, Джон Х. Ґаретта і Семюела Уокера.
Знаючи про важливість освіти, Джон Шеффілд Джонс, онук Едмонда Джонса, одного з перших поселенців, пожертвував $ 1000 і землю для будівництва першої початкової школи, названої на його честь. Пізніше школа Джона Ш. Джонса згоріла дотла і нова початкова школа була побудована, яка служить області Рейнбов-Сіт і сьогодні.
В місті є стара баптистська церква, яка була організована 2 квітня 1831 року. Прилегле старе кладовище, було оголошено історичною пам'яткою через його унікальні особливості. Більшість надгробків містить написані на них вірші.

## Географія
Рейнбов-Сіті розташований за координатами 33°55′44″ пн. ш. 86°5′3″ зх. д. / 33.92889° пн. ш. 86.08417° зх. д. (33.928777, -86.084228).  За даними Бюро перепису населення США в 2010 році місто мало площу 66,32 км², з яких 65,93 км² — суходіл та 0,38 км² — водойми.

## Демографія
Згідно з переписом 2010 року, у місті мешкали 9602 особи в 4113 домогосподарствах у складі 2721 родини. Густота населення становила 145 осіб/км².  Було 4534 помешкання (68/км²).
Расовий склад населення:
| - 87,4 % — білих - 7,2 % — чорних або афроамериканців - 2,6 % — азіатів - 0,4 % — корінних американців - 1,0 % — осіб інших рас |

До двох чи більше рас належало 1,4 %. Частка іспаномовних становила 2,4 % від усіх жителів.
За віковим діапазоном населення розподілялося таким чином: 22,9 % — особи молодші 18 років, 60,3 % — особи у віці 18—64 років, 16,8 % — особи у віці 65 років та старші. Медіана віку мешканця становила 40,5 року. На 100 осіб жіночої статі у місті припадало 90,3 чоловіків;  на 100 жінок у віці від 18 років та старших — 86,6 чоловіків також старших 18 років.
Середній дохід на одне домашнє господарство  становив 55 943 долари США (медіана — 49 338), а середній дохід на одну сім'ю — 63 212 долари (медіана — 56 077). Медіана доходів становила 52 633 долари для чоловіків та 33 920 доларів для жінок. За межею бідності перебувало 17,7 % осіб, у тому числі 30,9 % дітей у віці до 18 років та 10,9 % осіб у віці 65 років та старших.
Цивільне працевлаштоване населення становило 3839 осіб. Основні галузі зайнятості: освіта, охорона здоров'я та соціальна допомога — 23,0 %, виробництво — 16,4 %, роздрібна торгівля — 13,1 %.